# Kaštil u Marini
Kaštil (kula) u Marini, fortifikacijski objekt (kaštil), zaštićeno kulturno dobro na adresi Obala kardinala Alojzija Stepinca 1.

## Povijest
Zbog sve bliže i sve veće osmanske opasnosti u drugoj polovici 15.stoljeća, odlučili su mjesni dostojanstvenici podići fortifikacijski sustav. Trogirski knez Alviz Barbarig odobrio je 1495. trogirskom biskupu Franji Maracelu (Frano Marcello) 1495. godine podići kaštel u marinskoj uvali, uz crkvu sv. Marine. Kaštel je imao obrambenu namjenu za mjesno stanovništvo. Kaštel je bio biskupska kula. Podignut je na hridinama u moru. Oblika je četverokutne kule s konzolno istaknutim kruništem. Kaštil (biskupska kula) na hridinama i Citadela na kopnu činili su jedinstveni obrambeni sklop. U Kandijskom ratu dvaput je popravljana, 1657. i 1717. godine. Početkom 20. stoljeća zasut je kanal između kopna i kaštila. Kaštil je obnovljen 1971. i 1972. godine.

## Opis dobra
Kula u Marini podignuta u razdoblju od 1495. do 1500. kao rezidencija trogirskog biskupa Marcella. Pokretnim mostom je bila povezana s utvrdom Citadelom u jedinstvenu obrambenu cjelinu. Kula je podignuta na kvadratnom tlocrtu, od pravilno obrađenog kamena. Podanak joj je zakošen s poluoblim kornižom uokolo. Na sva tri kata su po dva pravokutna prozora simetrično raspoređena na fasadi, a uz rub vrha kule sačuvali su se trodijelni zupci koji su nosili viseći zid obrane. Vrata kaštela osigurana su puškarnicama. Nad njima su inicijali s grbom biskupa Frana Marcella. Na kuli je reljefni mletački lav. Kula je restaurirana 1970-ih godina, te ponovno preuređena 2007. godine.

## Zaštita
Pod oznakom Z-4563 zavedena je kao nepokretno kulturno dobro - pojedinačno, pravna statusa zaštićena kulturnog dobra, klasificirano kao "vojne i obrambene građevine".